# Paul Arthurs
Paul "Bonehead" Arthurs, född 23 juni 1965 i Manchester, England, är en brittisk musiker. Han bildade 1991 tillsammans med Liam Gallagher, Paul McGuigan och Tony McCarroll bandet The Rain, som senare bytte namn till Oasis när Gallaghers äldre bror Noel Gallagher blev medlem året därpå. 
Paul Arthurs var kompgitarrist i Oasis och medverkade på tre album, Definitely Maybe (1994), (What's the Story) Morning Glory? (1995) och Be Here Now (1997). 
Arthurs lämnade Oasis under inspelningen av bandets fjärde album Standing on the Shoulder of Giants år 2000. Samtidigt lämnade även basisten Paul McGuigan bandet. Allt Arthurs och McGuigan spelat in till skivan raderades och spelades senare in av Paul Stacey och Mark Coyle.

## Diskografi (urval)
Album
- Oasis – Definitely Maybe (1994)
- Oasis – (What's the Story) Morning Glory? (1995)
- Oasis – Be Here Now (1997)
- Oasis – Live By The Sea (2001)
- Vinny Peculiar – Goodbye My Angry Friend (2008)
- Vinny Peculiar – Other People Like Me (2011)
- Parlour Flames – Parlour Flames (2013)